# Clausiusova nejednakost
Clausiusova nejednakost je matematička formulacija drugog zakona termodinamike.
Ona vrijedi za svaki kružni proces i govori kako za bilo koji termodinamički sustav (npr. toplinski stroj) koji izmjenjuje toplinu s toplinskim spremnicima vrijedi sljedeća nejednakost: {\displaystyle \oint {\frac {\delta Q}{T}}<0}.
Ovdje, {\displaystyle {\delta Q}} predstavlja neegzaktni diferencijal topline na infinitezimalnom dijelu ciklusa, a {\displaystyle T} je temperatura na granici sustava gdje ulazi toplina za vrijeme tog infinitezimalnog dijela. 

## Definicija entropije prema Clausiusu
U posebnom slučaju reverzibilnog procesa (koji ne postoji u stvarnosti), nejednakost postaje jednakost. Reverzibilni slučaj se koristi za uvođenje funkcije stanja poznate kao entropija. Kružni integral bilo koje funkcije stanja (egzaktni diferencijal) jednak je nula. Kako ispada da je ovaj kružni integral jednak nuli za reverzibilne procese, znači da integrand mora biti jednak nekoj veličini stanja. Označivanjem sa S, dobije se: {\displaystyle {\frac {\delta Q}{T}}=dS}.
Tako je Rudolf Clausius 1865. godine definirao entropiju.

## Poopćena Clausiusova nejednakost
Poopćena Clausiusova nejednakost je zapravo diferencijalni oblik Clausiusove nejednakost i vrijedi za svaki infinitezimalni dio kružnog procesa {\displaystyle dS>{\frac {\delta Q}{T}}}.
Odnosno, Clausiusova nejednakost kaže da je proces ireverzibilan ako je {\displaystyle TdS>dQ}, a proces je reverzibilan ako je {\displaystyle TdS=dQ}.
Posljednja jednadžba nam pokazuje kako je integral funkcije {\displaystyle T=f(S)} u {\displaystyle (S,T)} dijagramu jednak izmjenjenoj toplini za vrijeme procesa.